# Шеффилд, Шарлотт
Шарлотт Шеффилд (англ. Charlotte Sheffield; 1 сентября 1936 года — 15 апреля 2016 года) — победительница конкурса красоты Мисс США 1957.

## Биография
После победы на конкурсе Мисс Юта США, Шеффилд, родом из Солт-Лейк Сити, штат Юта, стала первой представительницей Юты получившей титул Мисс США, когда Мэри Леона Гейдж была лишена звания, во время конкурса Мисс Вселенная 1957. Шеффилд не была допущена к участию в Мисс Вселенная, так как она уже пропустила предварительные соревнования. Шеффилд участвовала в 1957 году в конкурсе Мисс Мира, но не смогла победить.
Шарлотт вышла замуж Ричарда Максфилда и имела 8 детей, четыре мальчика и четыре девочки. Она была членом мормонского хора, в течение десяти лет играла во многих пьесах и фильмах.
Она была специальным гостем на конкурсе Мисс США несколько раз на протяжении многих лет. В 2011 году, присутствовала в качестве специального гостя в Лас-Вегасе на конкурсе Мисс США 2011.
В 1958 году Шеффилд снялась вместе с Бретом Моррисоном в драме «Приключения королевы красоты». Её последний фильм был вышел в 2011 году под названием «Stand Strong».
Скончалась 15 апреля 2016 года от легионеллёза.